# 카를 포크트

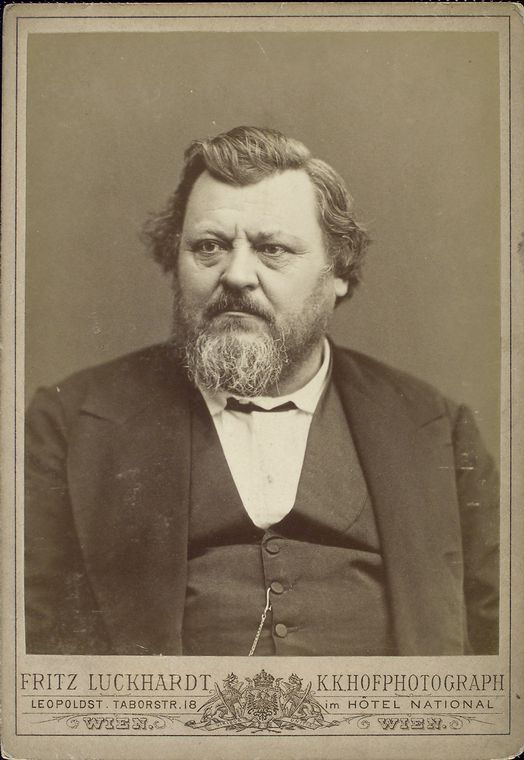

카를 크리스토프 포크트(Carl Christoph Vogt [foːkt][*], 1817년 7월 5일 ~ 1895년 5월 5일)는 독일 출신의 스위스 과학자이다. 동물학, 지질학, 생리학 등의 분야에서 많은 논문을 남겼다. 프랑크푸르트 국민의회에 참여한 정치인이기도 했다.